# بروك كول
بروك كول (بالإنجليزية: Brock Cole)‏ هو كاتب وكاتب للأطفال أمريكي، ولد في 29 مايو 1938 في شارلوت في الولايات المتحدة.